# The Santa Clauses
The Santa Clauses (Santa cláusula: un nuevo santa en Hispanoamérica; ¡Vaya familia Claus! en España) es una serie de comedia navideña estadounidense creada para Disney+ y basada en la serie de películas The Santa Clause. Sirve como una continuación de The Santa Clause 3: The Escape Clause (2006) y está protagonizada por Tim Allen y Elizabeth Mitchell retomando sus papeles de la serie de películas. Jack Burditt actuará como showrunner y productor ejecutivo.
La serie se estrenó en Disney+ el 16 de noviembre de 2022.En diciembre de 2022, se renovó para una segunda temporada que se lanzó con dos episodios el 8 de noviembre de 2023.

## Premisa
Scott Calvin está a punto de cumplir 65 años y se da cuenta de que no puede ser Santa para siempre. Está empezando a perder un paso en sus deberes de Santa y, lo que es más importante, tiene una familia que podría beneficiarse de una vida en el mundo normal, especialmente su hijo y su hija adolescentes. Su hijo adulto creció en Lakeside, Illinois, mientras que sus dos adolescentes crecieron en el Polo. Con muchos elfos, niños y familiares que complacer, Scott se propone encontrar un sustituto de Santa Claus adecuado mientras prepara a su familia para una nueva aventura en una vida al sur del polo.

## Reparto y personajes

### Principales
- Tim Allen como Scott Calvin / Santa Claus: Un ex empresario de éxito que se convirtió en Santa Claus en 1994 y decidió permanecer en el cargo por la bondad de su corazón. Después de casi 30 años en su cargo, Calvin cree que está perdiendo sus habilidades mágicas debido al envejecimiento y decide retirarse después de elegir un sucesor. Se revela que es el primer humano en tomar el manto de Santa Claus después de que el ejército de Santa Claus anteriores determinara que el mundo necesitaba a alguien que estuviera familiarizado con el desarrollo de la tecnología y dada la naturaleza de Santa Claus que Calvin tenía naturalmente dentro; todos sus rasgos son lo que el mundo necesita.[5]
- Elizabeth Mitchell como Carol Calvin / Señora Claus: La esposa de Calvin, con quien se casó durante The Santa Clause 2. Carol se ha vuelto curiosa sobre su mayor propósito como esposa de Santa a lo largo de los años y es receptiva a su decisión de retirarse. Al encontrar el éxito una vez más en su papel como directora de escuela cuando se mudan fuera del Polo Norte, comienza a creer que la decisión de Calvin fue lo mejor para toda la familia.[6]
- Austin Kane como Buddy "Cal" Calvin: el hijo menor de Scott, el único hijo de Carol, el hermano de Sandra y el medio hermano paterno de Charlie. Al principio, Cal está emocionado de experimentar la vida a su manera, creyendo que no tenía las mismas habilidades que su padre parece tener. En el transcurso de la serie, se revela que posee habilidades mágicas debido a que nació en el Polo Norte y al espíritu navideño. En The Santa Clause 3: The Escape Clause, fue nombrado Buddy en honor a su abuelo materno.[7]
- Elizabeth Allen-Dick como Sandra Calvin: la hija menor de Scott y Carol; Hermana de Buddy y media hermana paterna de Charlie. A Sandra le gusta vivir en el Polo Norte y no se atreve a mudarse cuando su padre decide jubilarse. Ante la confusión de sus padres, a menudo desarrolla estrechas amistades con los animales. En el transcurso de la serie, se revela que tiene habilidades mágicas que heredó de Santa Claus y el espíritu navideño.[7]
- Kal Penn como Simon Choksi: El hombre que Scott Calvin elige para ser su sucesor como Santa Claus en el Polo Norte. Antes de asumir su nuevo cargo, Choski es un inventor de juegos, desarrollador de productos y padre soltero con aspiraciones de convertirse en el equivalente del "próximo Jeff Bezos" en el mundo de la tecnología. Cuando es designado como el próximo Papá Noel, ve la actuación en el Polo Norte como una oportunidad para hacer realidad sus infructuosas aspiraciones comerciales. Liderando con fuerza su nuevo rol, Simon determina que todos los días serán Navidad, brindando al mundo una gratificación instantánea a través de una combinación de su tecnología empresarial y la magia del Polo Norte. En el transcurso de la serie, se desilusiona y se convierte en un antagonista del espíritu navideño. A medida que la magia en el Polo Norte comienza a desvanecerse, Choksi se encuentra en desacuerdo con Calvin, quien regresa para reclamar su papel de Santa Claus.[8][9]
- Matilda Lawler como Betty, jefa de personal de Santa y esposa de Noel.[10]
- Rupali Redd como Grace Choksi: la bondadosa hija de Simon, quién cree en el espíritu de la Navidad. Grace está emocionada de vivir en el Polo Norte y experimentar las alegrías de la Navidad todos los días. Su madre expresó deseos por los sentimientos navideños todos los días, antes de fallecer por una enfermedad grave.[7]
- Devin Bright como Noel: el elfo mano en el Polo Norte, el esposo de Betty y uno de los mejores amigos de Santa.[7]
- Eric Stonestreet como Magnus Antas/The Mad Santa, un pícaro que pasó por Santa Claus y que fue encarcelado en un cascanueces y busca apoderarse del Polo Norte. (temporada 2)
- Gabriel Iglesias como Kris Kringle, un hombre que encuentra a Magnus Antas y lo libera. (temporada 2)

### Recurrentes
- Isabella Bennett como Edie: una elfa en el Polo Norte que revisa periódicamente la Lista con Santa para asegurarse de que los buenos niños reciban lo que quieren el día de Navidad. Edie también es una defensora de los niños traviesos.
- Sasha Knight como Crouton: un elfo del Polo Norte que ayuda a Santa.
- Izaac Wang como Hugo: un elfo en el Polo Norte que ayuda a hacer funcionar la maquinaria que monitorea a Papá Noel mientras hace sus entregas en Nochebuena.
- Laura San Giacomo como La Befana: La bondadosa figura navideña folclórica italiana, conocida como la bruja de Navidad, que vive en Wobbly Woods.
- Liam Kyle como Gary, un elfo a cargo del ELFS (Effective Liberating Flight Squad).
- Ruby Jay como Riley: la primera novia solidaria de Cal Calvin. La pareja se conoce por primera vez cuando la familia Calvin se muda a Chicago, y aunque Cal es un extraño en la escuela, a Riley inmediatamente le gusta.
- Marta Kessler como Olga (temporada 2): una gnoma que se pone del lado de Magnus.

### Invitados
- Eric Lloyd como Charlie Calvin: el hijo mayor de Scott de su matrimonio anterior y el hijastro de Carol. Charlie es el medio hermano paterno de Buddy y Sandra, y aunque expresó interés en seguir los pasos de su padre cuando era niño, ahora afirma que su trabajo actual y su joven familia le impiden poder ser el sucesor cuando su padre decida jubilarse.
- Peyton Manning como él mismo, un candidato potencial para reemplazar a Santa.
- David Krumholtz como Bernard: el ex elfo mano derecha de Calvin como Santa, quien se revela que desempeñó el papel durante miles de años con las figuras anteriores que sostuvieron el manto de Santa Claus, antes de retirarse brevemente para casarse con Vanessa Redgrave.
- Mitch Poulos como San Nicolás de Myra: el personaje histórico que sirvió de inspiración para la leyenda de Papá Noel. A través de sus benévolos actos de bondad y ejemplo con espíritu de generosidad, el espíritu navideño creó magia que resultó en la creación de figuras etéreas, incluido el papel de Papá Noel, elfos y renos voladores.
- Mauricio Mendoza como Papá Noel/Santa Claus: Uno de los antiguos sucesores de San Nicolás, un francés que llevó el manto por un tiempo y completó su rol de Santa Claus.
- Dirk Rogers como Krampus: el antiguo ser antropomórfico con cuernos del folclore, que sirvió durante la Edad Media como sucesor de San Nicolás; conocido por su papel de asustar a los niños para que se comporten como sus padres. En la serie se muestra que Krampus roba juguetes de los niños en la lista de traviesos.
- Jim O'Heir como Santa Claus XVII: predecesor de Calvin y decimoséptimo sucesor de San Nicolás, mencionado entre los diversos poseedores anteriores del manto de Santa Claus como el número "17". Este hombre actuó en el papel de Papá Noel durante décadas, desde la Gran Depresión hasta la noche en que Scott Calvin se convirtió en Santa Claus. Eligió a Scott después de interactuar con él cuando era niño una noche de Nochebuena. Anteriormente se pensaba que había fallecido accidentalmente después de caerse del techo de Scott en los años 90, pero se revela que se retiró al más allá después de elegir correctamente a su sucesor. O'Heir reemplaza a Steve Lucescu, quien apareció en The Santa Clause y The Santa Clause 3: The Escape Clause.
- Casey Wilson como Sara: Ya adulta, una vez fue la niña que Scott conoció por primera vez como Santa en la primera película. Wilson reemplaza a Melissa King, de The Santa Clause.
- Kevin Pollak como Cupido[11]
- Tracy Morgan como el Conejo de Pascua. El reemplaza a Jay Thomas de películas anteriores.
- Michael Dorn como Sandman[12]

## Episodios
| Temporada | Temporada | Episodios | Episodios | Emisión original        | Emisión original        |
| Temporada | Temporada | Episodios | Episodios | Primera emisión         | Última emisión          |
| --------- | --------- | --------- | --------- | ----------------------- | ----------------------- |
|           | 1         | 6         | 6         | 16 de noviembre de 2022 | 14 de diciembre de 2022 |
|           | 2         | 6         | 6         | 8 de noviembre de 2023  | 6 de diciembre de 2023  |

### Temporada 1 (2022)
| N.º | Título                                                         | Dirigido por            | Escrito por                                           | Fecha de lanzamiento original |
| --- | -------------------------------------------------------------- | ----------------------- | ----------------------------------------------------- | ----------------------------- |
| 1 | «Capítulo Uno: Listo para Jo»                                  | Jason Winer             | Jack Burditt                                          | 16 de noviembre de 2022       |
| En 2022 se cumplen 28 años desde que Scott Calvin asumió el papel de Santa Claus. Mientras hace sus rondas con su asistente elfo Noel, la magia de Scott falla y hace que los renos se desvíen de su rumbo, lo que hace que aterricen de regreso al Polo Norte. Mientras tanto, la esposa de Scott, Carol, escucha a escondidas a sus hijos, Buddy "Cal" y Sandra, el primero de los cuales está jugando a la realidad virtual. Sandra señala que al crecer en el Polo Norte no ha tenido amigos y observa cómo se percibe a la Sra. Claus. Mientras tanto, Simon Chokshi, director ejecutivo de EverythingNow, está tratando de equilibrar la vida como padre soltero de su hija Grace después de la muerte de su esposa. Scott regresa y descubre que está perdiendo peso, lo que hace que comience a ganar peso. Al año siguiente, mientras hacía sus rondas, se cae de un techo, lo que hace que Carol se preocupe mientras Betty, la esposa de Noel y elfa principal, está preocupada por Scott. Grace confronta a Simon sobre sus creencias sobre Santa, pero él le explica que no sabe si es real. Nota: La escena final en la que Scott se cae del tejado es una devolución de llamada a The Santa Clause, cuando Scott tuvo un percance en el tejado con Santa en Nochebuena. |                                                                |                         |                                                       |                               |
| 2 | «Capítulo Dos: La Cláusula SECESSUS»                           | Jason Winer             | Katy Colloton & Katie O'Brien                         | 16 de noviembre de 2022       |
| Betty le informa a Scott sobre otra cláusula llamada Cláusula Secessus, que le permitiría a Scott retirarse como Santa una vez que elija un sucesor digno. Scott inicialmente considera a sus hijos para el papel, pero Charlie lo rechaza porque está felizmente casado y tiene una familia propia y Cal expresa su deseo de ver el mundo real. Mientras tanto, Simon intenta conseguir inversores para su negocio para mejorar su sistema de entrega, pero fracasa cuando uno de sus drones automatizados no funciona correctamente. Al regresar a casa, Simon y Grace encuentran su sala decorada para Navidad justo antes de que los elfos vengan a llevarlos al Polo Norte. |                                                                |                         |                                                       |                               |
| 3 | «Capítulo Tres: Dentro de los Bosques Tremebundos»             | Charles Randolph-Wright | Kevin Hench                                           | 23 de noviembre de 2022       |
| Scott se reúne con candidatos potenciales para Santa Claus (incluido Peyton Manning), mientras Carol y Cal esperan con ansias la vida fuera del Polo, aunque Sandra, sin embargo, se muestra reacia a irse. Mientras Scott se reúne con Simon, Sandra lleva a Grace a un recorrido por el Polo y descubre que puede entender a los animales. Ella y Grace van a Wobbly Woods para encontrarse con la Befana, la Bruja de Navidad. Scott y Simon van a buscarlos y se unen por sus luchas mutuas como padres. Scott decide convertir a Simon en el nuevo Santa Claus y él y su familia parten hacia Chicago. |                                                                |                         |                                                       |                               |
| 4 | «Capítulo Cuatro: La Cláusula de quita los zapatos de la cama» | Charles Randolph-Wright | Ari Berkowitz & Alison Bennett                        | 30 de noviembre de 2022       |
| La familia Calvin comienza a adaptarse a la vida en el mundo real. A Carol le ofrecen un trabajo dirigiendo una escuela local, Cal se enamora de una chica llamada Riley y Sandra hace amigos al unirse a un club ecuestre. Scott, sin embargo, lucha por adaptarse a dejar de ser Santa. En el Polo Norte, el primer día de Simon como Santa Claus tiene un comienzo difícil ya que perdió el abrigo de Santa Claus y luego decide lanzar una nueva campaña llamada Navidad Todos los Días, que resulta enormemente contraproducente al reducir el espíritu navideño y hacer que los elfos se enojen desapareciendo, preocupando a Betty, a quien Simon despide después de que ella comienza a interrogarlo. Betty visita a la Befana en busca de una vieja amiga y encuentra el abrigo de Santa Claus. |                                                                |                         |                                                       |                               |
| 5 | «Capítulo Cinco: A través del Naviverso»                       | Katie Locke O'Brien     | Eugene Garcia-Cross y Hayley Frazier & Emalee Burditt | 7 de diciembre de 2022        |
| Bernard aparece ante Scott y le dice que necesita volver a su papel de Santa. Para convencerlo, Bernard lo lleva a visitar al predecesor de Scott, Santa XVII, quien le revela que todos los Santas anteriores eran etéreos y que Scott fue elegido para convertirse en Santa debido a su espíritu generoso cuando era niño. Las cláusulas se crearon para ayudarlo a guiarlo en sus esfuerzos. Al enterarse de la campaña de Simon, Scott regresa al Polo Norte para preocupación de su familia. Cuando se dan cuenta de lo que está pasando, deciden seguirlo. En el Polo Norte, Scott es encerrado por Simon. |                                                                |                         |                                                       |                               |
| 6 | «Capítulo Seis: Una Navidad para recordar»                     | Katie Locke O'Brien     | Hayley Frazier & Emalee Burditt                       | 14 de diciembre de 2022       |
| Después de escapar, Scott se reúne con su familia, que se separa cuando se enteran de que el abrigo de Santa lo está buscando. Desafortunadamente, Simon se les adelanta y amenaza con quemar el abrigo, pero es detenido por Grace. Al mostrarle a su padre una bola de nieve que contiene recuerdos de la última Navidad con su difunta madre, Simon recupera el sentido y se disculpa con Grace por todo. Al recordar el espíritu navideño con su familia, Scott regresa al papel de Santa y los elfos regresan. Después de devolver a los Choksis y borrar sus recuerdos, Scott y su familia se propusieron entregar regalos. Cal incluso le entrega un ramo de flores de pascua a su novia Riley, quien cree la verdad sobre la familia de Cal y lo besa. Al regresar a casa, Scott y su familia celebran, más que listos para prepararse para el próximo año. |                                                                |                         |                                                       |                               |

### Temporada 2 (2023)
| N.º | Título                                          | Dirigido por            | Escrito por                          | Fecha de lanzamiento original |
| --- | ----------------------------------------------- | ----------------------- | ------------------------------------ | ----------------------------- |
| 1   | «Capítulo Siete: La Cláusula Kribble Krabble»   | Jason Winer             | Jack Burditt                         | 8 de noviembre de 2023        |
| 2   | «Capítulo Ocho: Floofy»                         | Jason Winer             | Jack Burditt                         | 8 de noviembre de 2023        |
| 3   | «Capítulo Nueve: Sin Magia en la mesa de cenar» | Katie Locke O'Brien     | Camille Patrao & Eugene Garcia-Cross | 15 de noviembre de 2023       |
| 4   | «Capítulo Diez: Milagro en Road Creek»          | Katie Locke O'Brien     | Katy Colloton & Jack Burditt         | 22 de noviembre de 2023       |
| 5   | «Capítulo Once: B-E-T-T-Y»                      | Charles Randolph-Wright | Emalee Burditt & Hayley Frazier      | 29 de noviembre de 2023       |
| 6   | «Capítulo Doce: Wanga Banga Langa»              | Charles Randolph-Wright | Vali Chandrasekaran                  | 6 de diciembre de 2023        |

## Producción

### Desarrollo
El 14 de enero de 2022, Disney confirmó que Allen volvería a interpretar su papel en una serie limitada que serviría como secuela y se transmitiría en Disney+ con Jack Burditt como showrunner y productor ejecutivo.

Scott Calvin está a punto de cumplir 65 años y se da cuenta de que no puede ser Santa para siempre. Está empezando a perder un paso en sus deberes de Papá Noel y, lo que es más importante, tiene una familia que podría beneficiarse de una vida en el mundo normal, especialmente sus dos hijos que crecieron en el Polo. Con muchos duendes, niños y familiares que complacer, Scott se propone encontrar un reemplazo adecuado de Santa mientras prepara a su familia para una nueva aventura en una vida al sur del polo.
Disney D23

Jason Winer se desempeña como director y productor ejecutivo de la serie.
Además de Tim Allen y Elizabeth Mitchell retomando sus papeles de Scott Calvin (Santa Claus) y Carol Calvin (Sra. Claus), respectivamente, y el título que se revela como The Clauses, Kal Penn también ha sido elegido para la serie como un personaje llamado Simon Choski. Elizabeth Allen-Dick, la hija de la vida real de Tim Allen, había sido elegida para su debut actoral como la hija de Scott. Austin Kane, Rupali Redd y Devin Bright también se unieron al elenco. Matilda Lawler se unió al elenco de la serie como regular.

### Rodaje
La serie comenzó a filmarse en marzo de 2022 en Los Ángeles.